# Caballero (sigaret)
Caballero is een Nederlands sigarettenmerk. Het wordt geproduceerd door de tabaksfabrikant British American Tobacco (BAT), die naast dit merk ook Lucky Strike en Barclay vervaardigt. Caballero is het Spaanse woord voor ridder.
Het reclamebureau Prad lanceerde de leus "Caballero, anders dan andere", waarbij aanvankelijk bekende Nederlanders uit vooral artistieke kringen het product moesten promoten. (Ramses Shaffy, de jonge Jeroen Krabbé en Henk van Ulsen bijvoorbeeld, die later verklaarde in het geheel niet te roken)
Er waren verschillende soorten op de markt, zoals regular en light. De sigaretten werden geproduceerd in de Caballero Fabriek in Haagse wijk Binckhorst. De productie verhuisde naar Zevenaar nadat BAT de fabriek in 1995 had overgenomen. Caballero-sigaretten werden verpakt in doosjes of pakjes van 24, 25 (plain) en 30 sigaretten. Alleen de plain-variant (zonder filter) is tegenwoordig nog te koop.
Caballero sponsorde de wielerploeg van Jan van der Horst (1942) van 1962 tot 1972 en nam deel aan de 57e Tour de France (1970) onder de naam "Caballero-Laurens".